# مایرینت
Myrinet ، ANSI/VITA 26-1998، یک سیستم شبکه محلی پرسرعت است که توسط شرکت مایریکام طراحی شده است تا به عنوان یک اتصال متقابل بین چندین ماشین برای تشکیل کلاسترهای کامپیوتری استفاده شود.

## شرح
مایرینت به عنوان سیستمی دارای سربار پروتکلی کمتر نسبت به استانداردهایی مانند اترنت ، و در نتیجه توان عملیاتی بهتر، تداخل کمتر و تأخیر کمتر در هنگام استفاده از پردازنده مرکزی میزبان معرفی شد. اگرچه می‌توان از آن به‌عنوان یک سیستم شبکه سنتی استفاده کرد، اما مایرینت اغلب مستقیماً توسط برنامه‌هایی استفاده می‌شود که در مورد آن اطلاعات دارند، در نتیجه از تماس با سیستم عامل دور می‌زنند.
مایرینت از نظر فیزیکی از دو کابل فیبر نوری تشکیل شده است. بالادست و پایین دست، که با یک کانکتور به کامپیوترهای میزبان متصل می شوند. ماشین‌ها در آن از طریق روترها و سوئیچ‌های کم سربار متصل می‌شوند، برخلاف اتصال مستقیم یک ماشین به ماشین دیگر. مایرینت شامل تعدادی ویژگی اغماض خطا است که عمدتاً توسط سوئیچ ها پشتیبانی می شود. اینها شامل کنترل جریان، کنترل خطا، و نظارت بر ضربان قلب در هر لینک است. مایرینت "نسل چهارم" که Myri-10G نام دارد، از نرخ داده 10 گیگابیت بر ثانیه پشتیبانی می کند و می تواند از اترنت 10 گیگابیتی در PHY (لایه فیزیکی) (کابل ها، اتصال دهنده ها، فاصله ها، سیگنالینگ) استفاده کند. Myri-10G فروش خود را در پایان سال 2005 آغاز کرد.
مایرینت در سال 1998 توسط موسسه استاندارد ملی آمریکا برای استفاده در VMEbus با عنوان ANSI/VITA 26-1998 تایید شد.  یکی از اولین انتشارات مایرینت یک مقاله IEEE در سال 1995 است. 

### کارایی
مایرینت یک پروتکل سبک وزن با سربار کمی است که به آن اجازه می دهد با توان عملیاتی نزدیک به سرعت سیگنال اولیه لایه فیزیکی کار کند. برای ابررایانش ها، تأخیر پایین مایرینت حتی مهم‌تر از عملکرد توان عملیاتی آن است، چون طبق قانون Amdahl ، یک سیستم موازی با کارایی بالا معمولاً با کندترین فرآیند متوالی خود در تنگنا قرار می گیرد، که در همه به جز شرم‌آورترین حجم کاری موازی ابررایانه‌ها، اغلب تأخیر انتقال پیام در سراسر شبکه است.

### گسترش
طبق گفته مایریکام 141(28.2%) از ابررایانه های TOP500 ژوئن 2005 از فناوری مایرینت استفاده می کردند. در لیست TOP500 نوامبر سال 2005، تعداد ابر رایانه ‌هایی که از مایرینت استفاده می‌کردند به 101 رایانه یا 20.2 درصد، در نوامبر 2006، 79 رایانه (15.8 درصد)، و تا نوامبر 2007، 18 رایانه (3.6 درصد) کاهش یافت که فاصله زیادی با اترنت گیگابیتی در 54٪ و InfiniBand در 24.2٪ داشت.
در لیست TOP500 ژوئن 2014، تعداد ابررایانه‌هایی که از اتصال مایرینت استفاده می‌کردند 1 (0.2%) بود.  
در نوامبر 2013، دارایی های مایریکام (از جمله فناوری مایرینت) توسط CSP Inc.  خریداری شد. در سال 2016 گزارش شد که گوگل نیز پیشنهاد خرید این شرکت را داده است. 

## همچنین ببینید
- HIPPI
- InfiniBand
- لیست پهنای باند دستگاه
- NUMAlink
- Quadrics (شرکتی)
- RapidIO
- اتصال منسجم مقیاس پذیر (SCI)